# See Emily Play
Singles de Pink Floyd
Arnold Layne / Candy and a Currant Bun
(1967) Flaming / The Gnome
(1967)
Pistes de Relics
Interstellar Overdrive Remember a Day
See Emily Play est un single du groupe britannique de rock progressif Pink Floyd, paru en 1967 et écrit par Syd Barrett.

## Genèse
Lors de la promotion de la chanson, son auteur entretient  un certain mystère  sur son origine en  l'enracinant immédiatement dans le rêve :

« I was asleep in a wood after a gig in the North of England, when I dreamed of a girl coming through the trees, shouting and dancing. That was Emily. »

« Alors que je dormais dans un bois après un concert dans le Nord de l'Angleterre, j'ai rêvé d'une fille approchant parmi les arbres, criant et dansant. C'était Emily. »,

En réalité  son écriture a commencé  à Leeds, au Kitson College, lors des répétitions d'un concert prévu le 6 mai,.
Interrogée par Rob Chapman, Libby Gausden, qui entretenait une liaison avec  Syd Barrett à Cambridge, affirme qu'Emily était le prénom qu'ils souhaitaient donner à leur premier enfant. Mais il est plus vraisemblable que le modèle qui ait inspiré la chanson soit la jeune Emily Young devenue par la suite une célèbre sculptrice. Cette adolescente de quinze ans fréquentait la London Free School à Notting Hill avec son amie Angelica Houston et y a croisé les musiciens de Pink Floyd dont certains concerts au All Saints Church Hall étaient organisés afin de recueillir des fonds pour l'école.
Créée par John Hopkins, figure marquante de la contre-culture londonienne, la London Free School se présentait comme le lieu d'un mouvement communautaire d'éducation pour les adultes et tâchait d'aider la population immigrée du quartier dans ses démarches administratives,. L'esprit hippie et libertaire des conversations, les questionnements philosophiques sur la société ou même les échanges sur les dernières découvertes scientifiques séduisaient la jeune Emily qui  assimilait toutes ces idées nouvelles qu'elle ne trouvait pas dans l'éducation traditionnelle.
C'est dans ce contexte avant-gardiste de la contre-culture anglaise que le groupe se tourne vers des  expérimentations musicales nouvelles lors de leurs prestations scéniques où se mêlent images et musique. 
Une première version de la  chanson a été spécialement écrite pour un concert annonciateur des futurs shows multimédia du groupe, le spectacle baptisé Games for May – Space Age relaxation for the climax of Spring qui s'est tenu le 12 mai 1967 au  Queen Elisabeth Hall de Londres.
Dans une salle nouvellement inaugurée et réservée à la musique de chambre, le groupe a donné un des concerts les plus importants pour sa future carrière. Pour la première fois, les quatre musiciens ont utilisé un système sonore quadriphonique contrôlé grâce à l'Azimuth Co-ordinator — créé sur mesure par un ingénieur d'EMI Bernard Speight —, sorte de joystick manipulé par Richard Wright qui diffusait alternativement le son dans les différents haut-parleurs. Les musiciens et leurs managers souhaitaient offrir au public une expérience sensorielle totale à l'aide de jeux de lumières dont un lever de soleil artificiel, un jeté de jonquilles et des bulles de savon générées par une machine actionnée par Richard Wright.

## Analyse des paroles
Avec See Emily Play, Syd Barrett dévoile le destin d'une figure proche du romantisme et signe un titre poétique. Dans la revue Disc and Music Echo  du 8 juillet  1967, il précise à propos de ce que le journaliste Bob Farmer considère comme  une « chanson énigmatique » :

« There is no hidden meaning — the words are just about Emily. »

« Il n'y a pas de sens caché — les paroles sont simplement à propos d'Emily. »

Pourtant, le titre se prête à plusieurs interprétations comme en témoignent les analyses des biographes de l'auteur de la chanson. Rob Chapman y voit une évocation du passage de l'enfance à l'adolescence  avec ses désillusions : Emily est alors une petite fille que l'on regarde jouer et se perdre dans la forêt. D'autres indices confirment cette thématique de l'enfance : le rythme de versification du refrain imitant la cadence d'une comptine et le dessin de Syd Barrett choisi pour illustrer la pochette du single en noir et blanc : une locomotive à vapeur transportant d'insouciants et joyeux enfants.
Mais le personnage d'Emily incarne aussi la figure de l'adolescente en quête d'identité qui se cherche et hésite entre plusieurs personnalités :

« Emily tries but misunderstands » et « She's often inclined to borrow somebody's dreams till tomorrow. »

Julian Palacios ancre la chanson dans son contexte de création, le concert de mai et apporte un éclairage nouveau sur le personnage qui représente alors la Reine de Mai dans les rites païens qui célébraient le renouveau et la fertilité :

« In a hymn to English wood, Emily is the May Queen, and See Emily Play a May Day song, celebrating pagan rites of spring. »

« Dans un hymne à la forêt anglaise, Emily est la Reine de Mai et See Emily Play une chanson du premier jour de mai célébrant les rites païens du printemps. »

Ses recherches approfondies lui ont aussi permis d'identifier plusieurs réminiscences littéraires et artistiques notables dont le poème Le Chant d'Asia (acte 2 scène 5), issu du drame lyrique Prometheus Unbound (1820) de Percy Bysshe Shelley dont plusieurs sonorités se retrouvent dans la chanson ainsi que dans Astronomy Domine.

« The theme  is unrequited love. Emily embodies a dozen archetypes in classical literature and poetry. »

« Le thème est un amour non partagé. Emily incarne une douzaine d’archétypes de la littérature et de la poésie classique. »

Bien que très concis, le texte plonge l'auditeur dans une atmosphère féerique, onirique et intemporelle dans laquelle Emily est à la fois fée, ondine ou naïade. À l'apparition fugace d'une jeune fille à travers les bois, succède l'image de son destin tragique dans le dernier couplet. Emily incarne maintenant la figure d' Ophélia. Vêtue de sa longue robe, l'héroïne d' Hamlet de Shakespeare se noyant dans une rivière sera plus tard immortalisée sur les tableaux des peintres préraphaélites John William Waterhouse ou John Everett  Millais.
Comme dans Matilda Mother ou The Gnome, les lectures d'enfance — comptines ou contes — ont  laissé leur empreinte sur l'écriture de See Emily Play. Julian Palacios en a retrouvé le thème original dans une comptine de Jane Taylor, « Little Girls Must Not Fret », issue du recueil de poèmes Rhymes for the Nursery (1806) :
« What is it that makes little Emily cry?

Come then, let mamma wipe the tear from her eye: 

There -- lay down your head on my bosom -- that's right,

And now tell mamma what's the matter to-night.

What! Emmy is sleepy, and tired with play? »

## Analyse musicale
L'introduction retient immédiatement l'attention par l'effet produit par un glissando à la guitare. Soutenus par une forte présence de la batterie, l'orgue Farfisa Compact Duo  et la guitare s'y entremêlent en créant un effet sonore inattendu.  Elle se termine par  deux notes de basse qui préludent au chant. Le chant principal est doublé sur les refrains par les harmonies vocales de Roger Waters et Richard Wright. 
La tonalité psychédélique provient du passage de la guitare et de l'orgue dans la chambre d'écho Binson Echorec. Considéré comme un cinquième instrument, l'appareil contribue largement au développement du son expérimental caractéristique  du groupe  à ses débuts. La composition musicale enrichie d'effets d'écho, de réverbération et de distorsion contraste avec l'atmosphère romantique du texte. L'autre  particularité réside dans l’utilisation d'une règle en plastique  comme bottleneck  comme le faisait Keith Rowe du groupe AMM, qui a grandement inspiré Syd Barrett par son approche musicale novatrice,.
La place accordée aux claviers est plus importante que dans le premier single Arnold Layne et va contribuer à installer l'identité sonore du groupe auprès du public. Les phrases musicales jouées par Richard Wright sont placées à des endroits-clés de la chanson. Les envolées  d'orgue dominent dans l'introduction et dans le pont où ils prolongent le son de la guitare. Chaque vers du refrain sauf le dernier est conclu par une phrase courte et dynamique au piano qui en  renforce le rythme de comptine. A 0.50 le dernier vers du refrain laisse place à une guitare saturée supplantée  par un jeu accéléré de style piano bastringue,.

## Enregistrement et publication
La chanson dont le titre original est  Games for May  a dû être réadaptée pour l’enregistrement en studio et raccourcie pour correspondre au format d'un 45 tours. Elle est enregistrée aux Sound Techniques Studios de Chelsea entre le 18 et 21 mai 1967  avec Norman Smith comme producteur alors que le groupe n'a pas encore terminé l'enregistrement de  Bike aux Studios EMI. Elle sort au Royaume-Uni  le 16 juin 1967 en single sur le label Columbia EMI Records avec The Scarecrow en face B puis sur le label Tower Records aux États-Unis le 24 juillet 1967. Elle est intégrée à l'album The Piper at the Gates of Dawn sous ce même label dans sa version destinée à être vendue aux États-Unis qui sort le 21 octobre 1967 lors de la tournée du groupe.
Absent du premier album du groupe, The Piper at the Gates of Dawn, le titre est depuis apparu sur les compilations Relics (1971), Works (1983), Shine On (1992), Echoes: The Best of Pink Floyd (2001) et A Foot in the Door: The Best of Pink Floyd (2011). Il a également été inclus dans la réédition commémorant le quarantième anniversaire de The Piper at the Gates of Dawn, en 2007. Quelques mesures de la chanson ont été reprises (par Richard Wright) à la fin du morceau Shine on You Crazy Diamond, sur l'album Wish You Were Here (1975), dont un des thèmes centraux est Syd Barrett. En 2013 pour le record store day, le 45 tours contenant le single d'origine sur vinyle rose, pochette d'origine et un poster de la pochette d'origine est réédité pour l'occasion à 5 000 exemplaires dans le monde (cote : 50€/100€).
David Bowie en fait une reprise en 1973 dans son album Pin Ups.

## Accueil et diffusion
Immédiatement identifiée comme un hit par Norman Smith, la chanson reçoit un accueil critique très positif dans la presse. Dans sa chronique hebdomadaire des sorties de singles et d'albums publiée dans la revue musicale Melody Maker, Chris Welch souligne que, si les paroles ne sont pas compréhensibles immédiatement, les « sons éthérés de guitare, la voix et l'orgue ont un impact immédiat ». 
Néanmoins une partie des journalistes et du public reste perplexe face à l'opposition entre le travail en studio de titres mélodieux et grand public tels See Emily Play ou Arnold Layne et les prestations sur scène dans des clubs ou des salles de bal du milieu underground qui se déroulent dans un fracas de sons discordants et assourdissants avec des amplis qui ne permettent pas d'entendre la voix du chanteur. En 1967 Roger Waters s'explique sur ce sujet et  répond :
« Après tout la voix humaine ne peut pas rivaliser avec les Telecaster et les doubles batteries. On devrait peut-être arrêter de jouer nos singles sur scène […] Mais le son de nos disques est impossible à reproduire sur scène, c'est inutile d'essayer. […] On joue toujours Arnold Layne et on se débat avec Emily parfois. On ne trouve pas ça malhonnête parce qu'on ne peut pas jouer sur scène ce qu'on fait sur disque. »

C'est d'ailleurs pour répondre à l'hostilité du public écossais qui n'appréciait pas les longues improvisations avant-gardistes et qui réclamait chaque soir See Emily Play que l'instrumental Reaction in G a été composé. La chanson est  pourtant parfois chantée en concert comme en témoigne l'enregistrement du Live in Stockholm le 10 septembre 1967 au Golden Circle Gyllene Cirkeln, sur lequel les paroles sont presque inaudibles.
Elle atteint la sixième place dans les charts au Royaume-Uni le 29 juillet 1967 après être restée six semaines parmi les meilleures ventes et la septième place en Suède au Tio i Topp (top dix national),. Particulièrement appréciée par John Peel, elle est troisième au classement hebdomadaire de Radio London.
Face au succès de la chanson, les managers se voient proposer par la BBC un accord pour trois diffusions de la chanson qui sera mimée par le groupe dans l'émission Top Of The Pops. Seule la première prestation du 6 juillet 1967 est aujourd'hui visible. Le film, considéré comme définitivement perdu, a été retrouvé et restauré par le British Film Institute puis diffusé au public lors du Missing Believed Wiped à Londres le 9 janvier 2010. Des deux autres sessions (13 et 27 juillet 1967), il ne reste que quelques photographies mais aucun enregistrement sonore. À l'occasion du cinquantième anniversaire de la création du groupe, ce film est inséré dans le coffret Pink Floyd The Early Years 1965-1967 Cambridge St/ation.
Lors de sa première tournée américaine, après quelques concerts réussis en Californie, le groupe est invité sur les plateaux de télévision pour présenter en play back See Emily Play et Apples and Oranges. Du Pat Boone Show du  6 novembre 1967 il ne reste aucune copie connue de la vidéo. Le lendemain c'est sur le plateau du célèbre American Bandstand TV Show sur la chaîne ABC Television Center que le groupe mime les deux singles. Seul l'enregistrement de la deuxième chanson reste visible aujourd'hui.
En 1968, après le départ de Syd Barrett, le groupe, privé de son créateur, effectue une nouvelle tournée en Europe ainsi que des vidéos promotionnelles pour des émissions télévisées au cours desquelles sont interprétés leurs morceaux les plus aboutis. Pour Tienerklanken, un programme de pop music diffusé sur la chaîne de la télévision belge entre 1963 et 1973, Pink Floyd joue donc avec son nouveau guitariste David Gilmour et mime la chanson dans le parc de Laeken à Bruxelles. La vidéo est diffusée sur BRT TV le 31 mars 1968.
La chanson est classée par la Rock & Roll Hall of Fame Foundation dans la liste des « 500 chansons qui ont façonné le rock and roll ». En octobre 2008, le magazine Uncut fait paraître un article intitulé « Les 30 plus grandes chansons de Pink Floyd » (« Pink Floyd 30 greatest songs ») dans lequel See Emily Play arrive à la deuxième place derrière Wish You Were Here. En 2014, elle apparaît parmi les « cinq chansons incontournables de Pink Floyd » dans un classement publié par Le Figaro, tandis que Toby Manning la place dans son classement personnel des cinquante meilleures chansons du groupe[réf. nécessaire].
Considérée comme un « parfait joyau pop » représentatif de la période psychédélique, elle fait partie des hymnes du Summer of Love au même titre qu’All You Need is Love, San Francisco (Be Sure To Wear Flowers in your Hair) et A Whiter Shade of Pale classées dans les dix premières places des charts britanniques en juillet 1967,,.

## Musiciens
- Roger Waters : basse, chœur
- Nick Mason : batterie
- Syd Barrett : chant et guitare
- Richard Wright : claviers, chœur